# 埃克塞基亚斯
埃克塞基亚斯（英語：Exekias），约活动于公元前6世纪前后。古希腊阿提卡最优秀的黑绘陶瓶画师，公元前550年至公元前530年为其创作期，他也是一名陶工，为他人和自己制造陶瓶，并在瓶上绘画。现已发现有他的一些签名（同时以陶工和画师的身份）的作品。他还发明了一些新的陶瓶形状，其双耳陶罐上描绘了阿喀琉斯与埃阿斯掷骰子的场景，他的作品《埃阿斯之死》亦极盛名。此外，他还绘制了几块陶匾。